# Campionati tedeschi di sci alpino 1987
Ai Campionati tedeschi di sci alpino 1987 furono assegnati i titoli di discesa libera, supergigante, slalom gigante e slalom speciale, sia maschili sia femminili.
Trattandosi di competizioni valide anche ai fini del punteggio FIS, vi parteciparono anche sciatori di altre federazioni, senza che questo consentisse loro di concorrere al titolo nazionale tedesco.

## Risultati

### Uomini

#### Discesa libera
| Pos. | Atleta           | Nazione        |
| ---- | ---------------- | -------------- |
| 1    | Markus Wasmeier  | Germania Ovest |
| 2    | Hannes Zehentner | Germania Ovest |
| 3    | Stefan Krauß     | Germania Ovest |

#### Supergigante
| Pos. | Atleta           | Nazione        |
| ---- | ---------------- | -------------- |
| 1    | Markus Wasmeier  | Germania Ovest |
| 2    | Hans Stuffer     | Germania Ovest |
| 3    | Hannes Zehentner | Germania Ovest |

#### Slalom gigante
| Pos. | Atleta            | Nazione        |
| ---- | ----------------- | -------------- |
| 1    | Markus Wasmeier   | Germania Ovest |
| 2    | Tobias Barnerssoi | Germania Ovest |
| 3    | Hans Willibald    | Germania Ovest |

#### Slalom speciale
| Pos. | Atleta          | Nazione        |
| ---- | --------------- | -------------- |
| 1    | Armin Bittner   | Germania Ovest |
| 2    | Peter Namberger | Germania Ovest |
| 3    | ?               | ?              |

### Donne

#### Discesa libera
| Pos. | Atleta              | Nazione        |
| ---- | ------------------- | -------------- |
| 1    | Marina Kiehl        | Germania Ovest |
| 2    | Regine Mösenlechner | Germania Ovest |
| 3    | Karin Dedler        | Germania Ovest |

#### Supergigante
| Pos. | Atleta          | Nazione        |
| ---- | --------------- | -------------- |
| 1    | Marina Kiehl    | Germania Ovest |
| 2    | Christina Meier | Germania Ovest |
| 3    | Katrin Stotz    | Germania Ovest |

#### Slalom gigante
| Pos. | Atleta          | Nazione        |
| ---- | --------------- | -------------- |
| 1    | Michaela Gerg   | Germania Ovest |
| 2    | Marina Kiehl    | Germania Ovest |
| 3    | Christina Meier | Germania Ovest |

#### Slalom speciale
| Pos. | Atleta            | Nazione        |
| ---- | ----------------- | -------------- |
| 1    | Christa Kinshofer | Paesi Bassi    |
| 2    | Jolanda Kindle    | Liechtenstein  |
| 3    | Angela Drexl      | Germania Ovest |
| 4    | ?                 | ?              |
| 5    | ?                 | ?              |